# 本亚明·萨夫舍克
本亚明·萨夫舍克（1987年3月24日—），斯洛文尼亚男子皮划艇运动员。他曾代表斯洛文尼亚参加2012年、2016年和2020年夏季奥林匹克运动会皮划艇比赛，获得一枚金牌。